# Šedí vlci
Šedí vlci (turecky Bozkurtlar, oficiálně Ülkü Ocakları, Ülkü Ocakları Eğitim ve Kültür Vakfı) jsou turecká militantní krajně pravicová organizace, napojená na krajně pravicovou Nacionálně činnou stranu (MHP). Hnutí vzniklo na začátku 70. let 20. století a je spojováno s několika útoky především v sedmdesátých letech v Turecku. Oficiálně se jedná o mládežnickou organizaci strany MHP, běžně však bývá označována za polovojenské křídlo strany s ultranacionalistickou a islamistickou, případně neofašistickou nebo panturkickou orientací. Hnutí je aktivní v Turecku a v menší míře v Německu, čínské provincii Sin-ťiang a dalších zemích. Má přibližně jeden až dva miliony podporovatelů.

## Historie a aktivity

### Vznik a symbolika

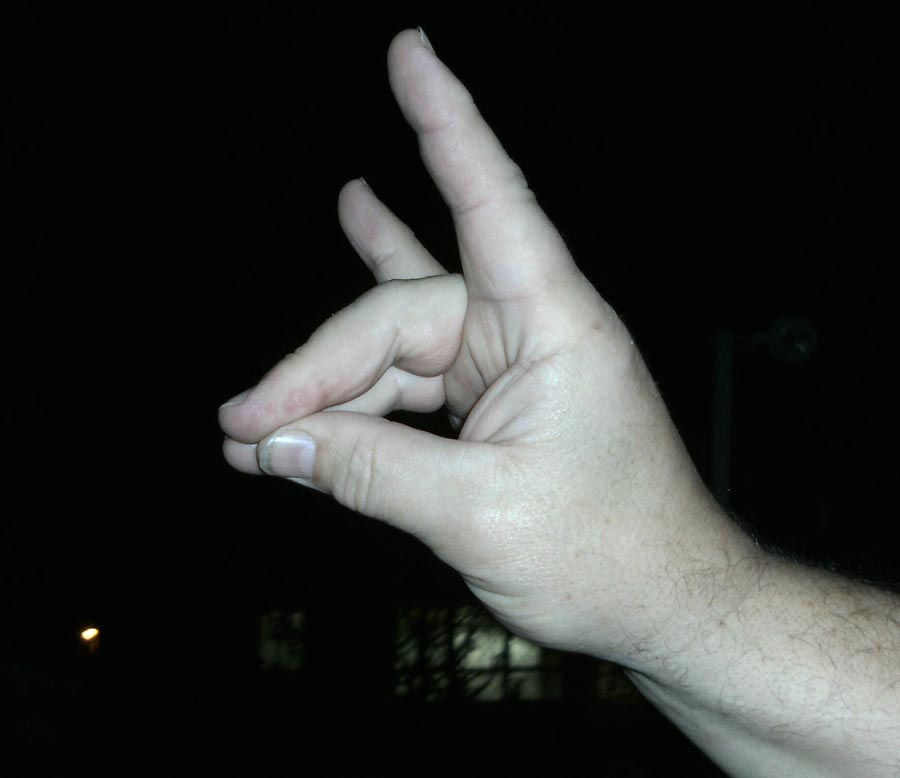
Pozdrav Šedých vlků

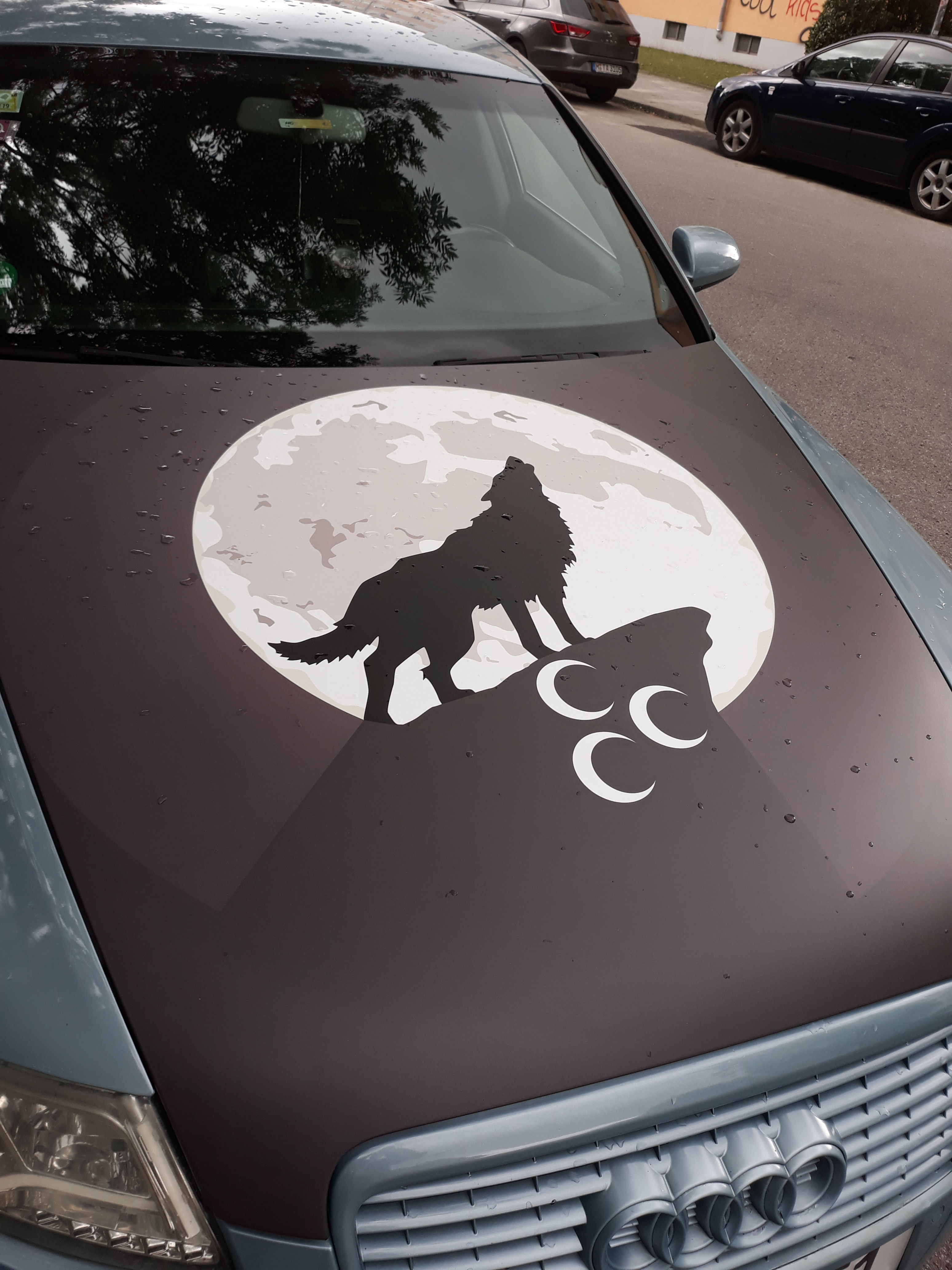
Jedna z možných variant symbolu hnutí

Organizaci založil na začátku 70. let 20. století plukovník Alparslan Türkeş, zakladatel a prezident Nacionálně činné strany (MHP), jako její mládežnickou organizaci. Název hnutí odkazuje na vlčici Asenu ze staré legendy o vzniku tureckého národa, znakem hnutí jsou tři půlměsíce, resp. půlměsíc s vyjícím vlkem se vztyčenou hlavou. Pozdravem členů organizace se stalo spojení tří prstů (palce, prostředníčku a prsteníčku) na zvednuté ruce do tvaru vlčí hlavy, se současným natažením ukazováčku a malíčku, symbolizujících vlčí uši. Společná uniforma nebyla vytvořena.
Ihned po svém založení byla skupina využívána jako ozbrojená nacionalistická síla během tureckých politických násilností sedmdesátých let; v nich stály proti sobě radikální levicové skupiny a nacionalistická pravicová uskupení na čele s Šedými vlky. K jejich členům patřili již od počátku především studenti a další mladí muži, především venkovští přistěhovalci do velkých tureckých měst (Istanbul, Ankara).

### Činnost v 70. až 90. letech
V 70. letech 20. století zavraždili členové organizace několik stovek novinářů, právníků, levicových aktivistů, etnických Kurdů a dalších osobností tureckého veřejného života. K jejich aktivitám patřily kromě střeleckých útoků také bombové útoky. K největším útokům z tohoto období se řadí istanbulský masakr na náměstí Taksim, jenž se odehrál na Svátek práce roku 1977 a při němž zemřelo na následky střelby nebo z jiných příčin přibližně 40 osob, a masakr ve městě Kahramanmaras, při němž bylo následkem bombového útoku a během následného několikadenního pogromu zabito přibližně sto alavitských aktivistů. Během studené války se Šedí vlci podíleli na prodeji zbraní původně určených pro americkou ilegální paramilitantní organizaci Counter-Guerrilla.
V roce 1978 se stal vůdcem Šedých vlků turecký vládní agent a nájemný zabiják Abdullah Çatlı, jehož nástupcem se v roce 1980 stal jeden z vedoucích představitelů turecké mafie Alaattin Çakıcı. Aktivity organizace přerušil až vojenský puč v roce 1980; nicméně v této době měla už přibližně 200 tisíc členů a milion sympatizantů. Činnost hnutí byla obnovena až o tři roky později.
V osmdesátých a devadesátých letech členové hnutí zasahovali také do mimotureckých konfliktů – je známo jejich zapojení do války o Náhorní Karabach (přibližně 200 z nich bojovalo na straně Ázerbájdžánu) a první čečenské války (podpora čečenských separatistů). V roce 1981 spáchal člen Šedých vlků Mehmet Ali Ağca neúspěšný atentát na papeže Jana Pavla II. Podle některých indicií hnutí stálo za opakovanými žhářskými útoky na Rhodosu a dalších řeckých ostrovech v 90. letech; ve stejném období rovněž zakládalo výcvikové tábory ve střední Asii, určené pro mládež z řad Urgurů a dalších turkických jazykových rodin.

### Současnost
Počet následovníků Šedých vlků je odhadován na více než jeden milion osob; jiné zdroje uvádějí necelé dva miliony přívrženců. Kromě Turecka, kde je hnutí aktivně přítomno v nejrůznějších oblastech turecké společnosti (politika, ekonomika, školství), působí i v dalších zemích Blízkého východu, dále ve Střední Asii a čínském Sin-ťiangu obývaném ujgurským etnikem; zde spolupracuje s řadou ujgurských odbojových skupin, kterým různými způsoby pomáhá v boji s čínskou vládou, a rovněž ovlivňuje regionální obchod s drogami.
Organizace je považována za militantní polovojenské křídlo krajně pravicové Nacionálně činné strany (MHP) a její členové vykazují vysokou míru disciplíny. Činnost hnutí vykazuje znaky krajní pravice, zejména panturkismu (odnož tureckého nacionalismu), neofašismu a antikomunismu; bojuje proti politickým odpůrcům (levice), jiným náboženstvím (Alavité) i menšinám (Kurdové). Někdy jsou klasifikováni jako teroristická organizace ale jejich aktivita má jenom omezený a lokální dopad.
V roce 1995 bylo hnutí zakázáno v Ázerbájdžánu, v roce 2005 v Kazachstánu a v roce 2020 ve Francii.